# Doblar
Doblar – wieś w Słowenii, w gminie Kanal ob Soči. W 2018 roku liczyła 86 mieszkańców.